# Vitträsket, Västerbotten
Vitträsket är en sjö i Skellefteå kommun i Västerbotten och ingår i Rickleåns huvudavrinningsområde. Sjön har en area på 1,98 kvadratkilometer och ligger 274 meter över havet. Sjön avvattnas av vattendraget Vitträskbäcken. Vid provfiske har abborre, gädda och sik fångats i sjön.

## Delavrinningsområde
Vitträsket ingår i det delavrinningsområde (718205-168403) som SMHI kallar för Utloppet av Vitträsket. Medelhöjden är 297 meter över havet och ytan är 6,44 kvadratkilometer. Det finns inga avrinningsområden uppströms utan avrinningsområdet är högsta punkten. Vitträskbäcken som avvattnar avrinningsområdet har biflödesordning 3, vilket innebär att vattnet flödar genom totalt 3 vattendrag innan det når havet efter 112 kilometer. Avrinningsområdet består mestadels av skog (64 procent). Avrinningsområdet har 1,98 kvadratkilometer vattenytor vilket ger det en sjöprocent på 30,8 procent.